# Liste der ungarischen Abgeordneten zum EU-Parlament (2009–2014)
Die Liste der ungarischen Abgeordneten zum EU-Parlament (2009–2014) listet alle ungarischen Mitglieder des 7. Europäischen Parlaments nach der Europawahl in Ungarn 2009.

## Mandatsstärke der Parteien
- S&D: 4
- EVP: 14
- EKR: 1
- NI: 3

| Nationale Partei                         | Mandate | Fraktion                                                                               |
| ---------------------------------------- | ------- | -------------------------------------------------------------------------------------- |
| Fidesz – Magyar Polgári Szövetség        | 14      | Fraktion der Europäischen Volkspartei (EVP)                                            |
| Magyar Szocialista Párt (MSZP)           | 4       | Fraktion der Progressiven Allianz der Sozialdemokraten im Europäischen Parlament (S&D) |
| Jobbik Magyarországért Mozgalom (Jobbik) | 3       | Fraktionslose Abgeordnete (NI)                                                         |
| Magyar Demokrata Fórum (MDF)             | 1       | Europäische Konservative und Reformisten (EKR)                                         |
| Gesamt                                   | 22      |                                                                                        |

## Abgeordnete
| Bild | Name                | von           | bis           | Partei | Fraktion | Anmerkungen                                             |
| ---- | ------------------- | ------------- | ------------- | ------ | -------- | ------------------------------------------------------- |
|      | János Áder          | 14. Juli 2009 | Juni 2012     | Fidesz | EVP      | Nachrücker: Erik Bánki                                  |
|      | Zoltán Balczó       | 14. Juli 2009 | Mai 2010      | Jobbik | NI       | Nachrücker: Béla Kovács                                 |
|      | Erik Bánki          | Juni 2012     | Mai 2014      | Fidesz | EVP      | Nachgerückt für János Áder, Nachrücker: Balázs Hidvéghi |
|      | Zoltán Bagó         | Sep. 2010     | 30. Juni 2014 | Fidesz | EVP      | Nachgerückt für Enikő Győri                             |
|      | Lajos Bokros        | 14. Juli 2009 | 30. Juni 2014 | MDF    | EKR      |                                                         |
|      | Tamás Deutsch       | 14. Juli 2009 | 30. Juni 2014 | Fidesz | EVP      |                                                         |
|      | Kinga Gál           | 14. Juli 2009 | 30. Juni 2014 | Fidesz | EVP      |                                                         |
|      | Béla Glattfelder    | 14. Juli 2009 | 30. Juni 2014 | Fidesz | EVP      |                                                         |
|      | Kinga Göncz         | 14. Juli 2009 | 30. Juni 2014 | MSZP   | S&D      |                                                         |
|      | Zita Gurmai         | 14. Juli 2009 | 30. Juni 2014 | MSZP   | S&D      |                                                         |
|      | Enikő Győri         | 14. Juli 2009 | Sep. 2010     | Fidesz | EVP      | Nachrücker: Zoltán Bagó                                 |
|      | András Gyürk        | 14. Juli 2009 | 30. Juni 2014 | Fidesz | EVP      |                                                         |
|      | Ágnes Hankiss       | 14. Juli 2009 | 30. Juni 2014 | Fidesz | EVP      |                                                         |
|      | Edit Herczog        | 14. Juli 2009 | 30. Juni 2014 | MSZP   | S&D      |                                                         |
|      | Balázs Hidvéghi     | Mai 2014      | 30. Juni 2014 | Fidesz | EVP      | Nachgerückt für Erik Bánki                              |
|      | Lívia Járóka        | 14. Juli 2009 | 30. Juni 2014 | Fidesz | EVP      |                                                         |
|      | Béla Kovács         | Mai 2010      | 30. Juni 2014 | Jobbik | NI       | Nachgerückt für Zoltán Balczó                           |
|      | Ádám Kósa           | 14. Juli 2009 | 30. Juni 2014 | Fidesz | EVP      |                                                         |
|      | Krisztina Morvai    | 14. Juli 2009 | 30. Juni 2014 | Jobbik | NI       |                                                         |
|      | Csaba Őry           | 14. Juli 2009 | 30. Juni 2014 | Fidesz | EVP      |                                                         |
|      | Ildikó Pelczné Gáll | Juni 2010     | 30. Juni 2014 | Fidesz | EVP      | Nachgerückt für Pál Schmitt                             |
|      | Pál Schmitt         | 14. Juli 2009 | Juni 2010     | Fidesz | EVP      | Nachrückerin: Ildikó Gáll-Pelcz                         |
|      | György Schöpflin    | 14. Juli 2009 | 30. Juni 2014 | Fidesz | EVP      |                                                         |
|      | László Surján       | 14. Juli 2009 | 30. Juni 2014 | Fidesz | EVP      |                                                         |
|      | József Szájer       | 14. Juli 2009 | 30. Juni 2014 | Fidesz | EVP      |                                                         |
|      | Csanád Szegedi      | 14. Juli 2009 | 30. Juni 2014 | Jobbik | NI       |                                                         |
|      | Csaba Tabajdi       | 14. Juli 2009 | 30. Juni 2014 | MSZP   | S&D      |                                                         |